# ثلاثة متطابقين غرباء
ثلاثة متطابقين غرباء ( Three Identical Strangers ) هو فيلم وثائقي أصدر عام 2018، أخرج من قبل تيم واردل، من بطولة ادوارد جاللاند ودايفيد كيلكان 
تم عرض الفيلم لأول مرة في مهرجان سندانس السينمائي لعام 2018،  حيث فاز بجائزة لجنة تحكيم الأفلام الوثائقية الأمريكية الخاصة لرواية القصص.  كان الفيلم مرشحًا لجائزة أفضل فيلم وثائقي في حفل توزيع جوائز الأكاديمية البريطانية السينمائية ال 72 . وكان أيضًا ضمن القائمة القصيرة التي تضم 15 فيلمًا تم وضعها من أجل نيل جائزة الأوسكار لأفضل فيلم وثائقي ، من بين 166 مرشحًا . 

## قصة
وُلد الإخوة الثلاثة لأم عزباء مراهقة في 12 يوليو 1961. كانوا في الواقع توأم رباعي . ولكن توفي الأخ الرابع عند الولادة، تمّ الإبلاغ عن هذه المعلومة من يونايتد برس إنترناشونال و لم تدرج هذه المعلومة في الفيلم.  حدثت العملية بأكملها بتوجيه من الأطباء النفسيين بيتر بي نيوباير وفيولا دبليو برنارد، وتحت رعاية مجلس الأوصياء اليهودي ووكالة اعتماد لويز وايز المرموقة، وُضع الأطفال الرضع الثلاثة عمداً مع عائلات ذات أنماط تربية ومستويات اقتصادية مختلفة، أحدهم وضع في الطبقة العاملة وآخر في الطبقة المتوسطة، وآخر في طبقة الأغنياء، نشأ الإخوة من قبل عائلاتهم بالتبني باسم ديفيد كيلمان، إدي جالاند، وبوبي شافران، على التوالي .   اكتشفوا بعضهم البعض بالصدفة عن طريق تواصل حدث في الكلية في عام 1980 و أصبحوا قريبين من بعضهم جدًا، لكن الثلاثة واجهوا مشكلات في صحتهم النفسية لسنوات،  مما أدى في النهاية إلى انتحار جاللاند في عام 1995. 

## روابط خارجية
- ثلاثة متطابقين غرباء على موقع IMDb (الإنجليزية)
- ثلاثة متطابقين غرباء على موقع ميتاكريتيك (الإنجليزية)
- ثلاثة متطابقين غرباء على موقع روتن توميتوز (الإنجليزية)
- ثلاثة متطابقين غرباء على موقع ألو سيني (الفرنسية)
- ثلاثة متطابقين غرباء على موقع بوكس أوفيس موجو (الإنجليزية)
- ثلاثة متطابقين غرباء على موقع فيلمافينيتي (الإسبانية)
- ثلاثة متطابقين غرباء على موقع قاعدة بيانات الفيلم (الإنجليزية)
- ثلاثة متطابقين غرباء على موقع ليتربوكسد (الإنجليزية)
- ثلاثة متطابقين غرباء على موقع كينوبويسك (الروسية)

- الموقع الرسمي
- ثلاثة متطابقين غرباء  في قاعدة بيانات الأفلام على الإنترنت (بالإنجليزية)
- ثلاثة متطابقين غرباء في موقع ميتاكريتيك.
- ثلاثة متطابقين غرباء في روتن توميتوز.
- " داخل صنع ثلاثة غرباء متطابقين  "في سي إن إن